# Saint-Symphorien (Ille-et-Vilaine)
Saint-Symphorien település Franciaországban, Ille-et-Vilaine megyében. Lakosainak száma 613 fő (2022. január 1.). Saint-Symphorien La Chapelle-Chaussée, Hédé-Bazouges, Langouet, Saint-Brieuc-des-Iffs, Saint-Gondran, Tinténiac és Vignoc községekkel határos.

## Népesség
A település népessége az elmúlt években az alábbi módon változott:
| Lakosok száma | 623  | 638  | 688  | 603  | 594  | 589  | 587  | 601  | 613  |
|               | 2013 | 2015 | 2016 | 2017 | 2018 | 2019 | 2020 | 2021 | 2022 |